# Courlandon
Courlandon is een gemeente in het Franse departement Marne (regio Grand Est) en telt 249 inwoners (1999). De plaats maakt deel uit van het arrondissement Reims.

## Geografie
De oppervlakte van Courlandon bedraagt 3,4 km², de bevolkingsdichtheid is 73,2 inwoners per km².
De onderstaande kaart toont de ligging van Courlandon met de belangrijkste infrastructuur en aangrenzende gemeenten.

## Demografie
Onderstaande figuur toont het verloop van het inwonertal (bron: INSEE-tellingen).